# عشقم را پس می‌گیرم
«عشقم را پس می‌گیرم» (به انگلیسی: Takin' Back My Love) تک‌آهنگی از هنرمند اهل اسپانیا انریکه ایگلسیاس، سارا کانر، است که در سال ۲۰۰۸ میلادی منتشر شد.